# Rampage Brown
Oliver Biney (nacido el 8 de agosto de 1983) es un luchador profesional británico, actualmente firmado con WWE, actuando en la marca NXT UK bajo el nombre de ring Rampage Brown. Es conocido por su trabajo en todo el circuito de lucha independiente europeo y británico. Sin embargo, Rampage trabajó brevemente para las promociones estadounidenses World Wrestling Entertainment y su territorio de desarrollo Florida Championship Wrestling de 2010 a 2011 y Total Nonstop Action Wrestling en septiembre de 2014. Actualmente es entrenador de New Generation Wrestling en su North East School. 

## Carrera de lucha libre profesional

### WWE (2008, 2010–2011)
Rampage hizo su debut en WWE en el episodio del 11 de noviembre de ECW, perdiendo ante Mark Henry. 
En 2011 regresó a WWE Biney bajo Florida Championship Wrestling (FCW), que era el territorio de desarrollo de WWE, este tiempo de trabajo bajo el nombre de Monty Lynch. Biney hizo su debut en FCW haciendo equipo con Kenneth Cameron en un esfuerzo perdedor contra Damien Sandow y Titus O'Neil. Biney trabajó en algunos partidos más antes de ser lanzado en julio de 2011.

### Progress Wrestling (2013-presente)
En 2013, Biney hizo su debut en Progress Wrestling en Progress Chapter Five: Para aquellos a punto de pelear, te saludamos perdiendo ante Nathan Cruz. El 28 de julio de 2013, Biney derrotó a El Ligero por el Campeonato del Mundo Progress antes de perderlo ante Mark Andrews. En 2014 Biney compitió en la Copa del Mundo Progress. Biney derrotó a Paul Synnot en cuartos de final. Después de esto, Biney pasó a las semifinales donde derrotó a Tommy End para avanzar a la final donde fue eliminado por Noam Dar.

### RevPro (2013)
Biney hizo su debut en Revolution Pro Wrestling en 2013 en RevPro No Holds Barred perdiendo ante Colt Cabana en un RevPro British Heavyweight Title #1 Contendership Four Way Elimination Match, siendo eliminado por última vez por Cabana. Este combate también contó con T-Bone y Dave Mastiff.

### Insane Championship Wrestling (2014-presente)
Rampage hizo su debut en Insane Championship Wrestling el 5 de octubre de 2014 en la O² Academy Newcastle, en un esfuerzo perdido ante Kid Fite. Rampage volvería a enfrentarse a Fite casi un mes después en el O² Academy Leeds, consiguiendo su primera victoria en la promoción. Casi un año después, Rampage desafió a Drew McIntyre por el Campeonato Mundial Peso Pesado de ICW (Escocia). en Newcastle, pero no tuvo éxito.
Después de aparecer en dos eventos de ICW en 2016, Rampage regresó a principios de 2017 junto a Ashton Smith, conocido colectivamente como The POD (Personificación de la destrucción). El POD derrotaría a varios equipos en el final rápido, perdiendo solo una vez al año, desafiando a The Marauders por el Campeonato de Parejas de ICW en Barramania 3. El 21 de enero de 2018, The Wee Man (comediante) presentó The POD como sus nuevos clientes, con el equipo logrando capturar los Campeonatos de Parejas de ICW de Polo Promotions en poco más de 1 minuto. Rampage & Ashton mantendría los títulos hasta el 15 de abril de 2018, donde perderían los títulos ante The Kinky Party.
El POD no volvería a ICW juntos hasta Fear & Loathing XI, el 2 de diciembre en The SSE Hydro, donde derrotaron a The Briscoe Brothers, The Kings Of Catch, The Purge, The Fite Network y Jimmy Havoc & Mark Haskins en un equipo de 6 Las mesas, escaleras y sillas coinciden , para una oportunidad garantizada en los Campeonatos de Parejas de ICW. Rampage & Ashton aprovecharían su oportunidad más tarde esa misma noche, derrotando a The Kinky Party en 1 minuto y 30 segundos, para ganar el Campeonato de Parejas de ICW por segunda vez.

### Total Nonstop Action Wrestling (2014-2015)
En octubre de 2014, Biney participó en la temporada 2 del Boot Camp británico de Total Nonstop Action Wrestling, que fue televisado a nivel nacional en el Reino Unido en Challenge TV. Avanzó a los tres últimos, pero la competencia finalmente fue ganada por Mark Andrews.

### WCPW / Defiant Wrestling (2016-2019)
En 2016, Rampage hizo su debut con What Culture Pro Wrestling, fue elegido por Adam Blampied para competir contra Big Damo por el Campeonato WCPW que perdió cuando Blampied se volvió contra él. Biney también participó en una serie al mejor de siete con Primate por el WCPW Hardcore Championship que perdió. Más tarde aparecería ocasionalmente para los partidos, incluida la Pro Wrestling World Cup'17 y un combate por el título mundial de WCPW contra Drew Galloway.
El 19 de marzo de 2018 en el evento Lights Out 2018 de Defiant Wrestling, recientemente renombrado, Rampage derrotó a Christopher Daniels, El Ligero, Gabriel Kidd, Joe Hendry, No Fun Dunne y Prince Ameen en el Magnificent 7 Ladder Match para ganar el Magnificent 7 Briefcase. El 28 de abril de 2018 en No Regrets, Rampage derrotó a Austin Aries para convertirse en el nuevo Campeón Defiant. Luego derrotó a Martin Kirby en Built To Destroy '18 para retener el título. Luego tuvo defensas exitosas contra Gabriel Kidd y David Starr, entre otros. Luego, el 16 de marzo de 2019 en Magnificent Seven, Rampage perdió el título Defiant ante Rory Coyle. Pero el 17 de abril de 2019 en Lights Out'19 derrotó a Rory Coyle para recuperar el título. Luego defendió con éxito el título contra Kyle Fletcher en Defiant Loaded #23. En Built to Destroy 2019, Rampage perdió el Campeonato Mundial Defiant ante David Starr.

### World of Sport (2018-presente)
Rampage fue uno de los miembros de la lista para el recientemente revivido World of Sport Wrestling. El 28 de julio de 2018, Rampage derrotó a Grado y Justin Sysum para convertirse en el nuevo Campeón de WOS.

### WWE (2020-presente)

#### NXT UK (2020-presente)
En octubre de 2020, se informó que Biney había firmado con WWE e informó al WWE UK Performance Center el 28 de octubre. En NXT UK del 12 de noviembre, debutó derrotando a Jack Starz.
Comenzando el 2021, en NXT UK emitido el 21 de enero, derrotó a Dave Mastiff, semanas después empezó un breve feudo contra Joe Coffey y en NXT UK emitido el 18 de febrero, derrotó a Joe Coffey, después del combate se dieron la mano en señal de respeto. En NXT UK emitido el 18 de marzo, interrumpió al Campeón del Reino Unido de NXT WALTER argumentando que él será el que lo acabará, acto seguido lo empujó y teniendo un careo, más tarde esa misma noche, el Gerente General de NXT UK Jhonny Saint anunció que se enfrentaría a WALTER por el Campeonato del Reino Unido de NXT en NXT UK: Prelude.

## Campeonatos y logros
- 3 Count Wrestling
  - 3CW Championship (2 veces, actual)[6]

- All Star Wrestling
  - ASW British Heavyweight Championship (2 veces)
  - ASW One Night Tournament (2012)
  - ASW British Heavyweight Title Tournament (2009)

- British Wrestling Revolution
  - BWR Heavyweight Champion (1 vez)

- Defiant Wrestling
  - Defiant Championship (2 veces)
  - Magnificent 7 (2018)

- Insane Championship Wrestling
  - ICW Tag Team Championship (2 veces) – con Ashton Smith

- International Pro Wrestling: United Kingdom
  - UK Super 8 Tournament (2015)

- New Generation Wrestling
  - NGW Heavyweight Championship (2 veces)

- Preston City Wrestling
  - PCW Tag Team Championship (2 veces) – con T-Bone
  - Road To Glory Tournament (2016)
  - Tag Team Road To Glory Tournament (2018)

- Progress Wrestling
  - Progress Championship (1 vez)
  - Progress Atlas Championship (1 vez)
  - Progress Atlas Title Tournament (2016)[7]

- Revolution Pro Wrestling
  - RPW Undisputed British Tag Team Championship (1 vez, actual) - con The Great O-Kharn

- Southside Wrestling Entertainment
  - SWE Tag Team Championship (1 vez) - con The Great O-Kharn

- Tidal Championship Wrestling
  - TCW Championship (2 veces)

- True Grit Wrestling
  - True Grit Cup (2014)

- Union of European Wrestling Alliances
  - European Heavyweight Championship (1 vez)

- World of Sport Wrestling
  - WOS Championship (1 vez)

- Wrestle Gate Pro
  - Wrestle Gate Heavyweight Championship (1 vez, actual)